# جيري أومالي
جيري أومالي هو سياسي كندي، ولد في 25 نوفمبر 1927 في هاليفاكس في كندا، وتوفي في 19 نوفمبر 2018. حزبياً، نشط في الحزب الليبرالي في نوفا سكوشا ‏. وقد انتخب عضو مجلس نواب نوفا سكوتيا.